# Wigberto Dueñas Peña
Wigberto Dueñas Peña fue un periodista, educador y satirista ecuatoriano. Uno de los representantes del movimiento satírico-costumbrista ecuatoriano. Ampliamente conocido por su personaje del Indio Mariano.

## Biografía
Nació en el año 1915, vivió entre Ambato, Pelileo y Quito donde su familia tenía propiedades. Su padre don Maximiliano Dueñas, quien tenía la administración de los bienes de su familia debido a que el padre de este, don Rafael Dueñas León, había muerto prematuramente en un accidente en una de la haciendas de la familia en Puéllaro, era un connotado políglota que dominaba el francés, el alemán, el inglés y el latín.   Cuando quedó huérfano de madre, Wigberto fue enviado al colegio San Luis de los Jesuitas de Quito. Allí estudió latín, griego y francés. En Estados Unidos estudió Relaciones Públicas y perfeccionó su inglés. 
Su padre dejó la administración de los bienes de la familia Dueñas debido a un juicio de interdicción que lo declaró inhábil para el cargo, pasando esta al segundo hermano don José Aurelio Dueñas. La economía familiar se vio menguada y en consecuencia Wigberto decidió ingresar al magisterio, asignándosele como primera gestión la dirección de la escuela de Pilahuín, provincia de Tungurahua, donde estuvo a cargo de más 100 niños indígenas. Interesado en la lingüística particular del dialecto que los indígenas hablaban, una mezcla de quechua y español, estudió la morfología del mismo. Se interesó también en el aspecto sociolingüístico del hablar del indio de la sierra y descubrió las duras realidades de la serranía ecuatoriana.
Dejó el profesorado y se dedicó a la sátira costumbrista como un medio de denuncia de la inequidades sociales en el Ecuador. Esta decisión significó cierto alejamiento con su familia, quienes no consideraban su ocupación acorde con la posición político-social de la familia. Creó el personaje Mariano Masaquisa Curicumbe con un doble sentido de ironía, uniendo el nombre de su tío abuelo Mariano Dueñas y Rivadeneira con el de su compadre Salasaca Mariano Masaquisa. Su primera presentación fue el 12 de febrero de 1942 en Radio Quito. Poco después incluyó otros personajes ya que sus obras fueron tendiendo a la comedia teatral. La longa Juana y ocasionales personajes en los que criticó a su propia familia fueron parte de sus obras de teatro. Se casó con Rosario Núñez Vallejo con quien procreó seis hijos. 
Fue miembro fundador de la Unión Nacional de Periodistas. Durante cincuenta años se mantuvo activo presentando sus obras en distintos medios incluyendo televisión, radiodifusión y teatro. Como periodista colaboró con el diario "El Comercio" y radio Quito. 
Su participación en la política le llevó a ocupar varios cargos públicos entre ellos la Subsecretaría de Cultura. 
Por su actividad cultural y periodística recibió varios premios e internacionales. En el año 1993 recibió una pensión vitalicia otorgada por el Congreso Nacional del Ecuador por su aporte a la cultura ecuatoriana. A los 73 años se casó por segunda ocasión, con Blanca Andrade, con quien tuvo un hijo.
Murió el jueves 17 de febrero de 2005
- Datos: Q6167324